# Týnská (Praha)
Týnská je ulice na Starém Městě v Praze v městské části Praha 1, která vede ze Staroměstského náměstí kolem severní strany kostela Matky Boží před Týnem (Týnského chrámu) a areálu Týnského dvora (Ungeltu) k ulici Malá Štupartská a Masná. Za kostelem Matky Boží před Týnem ji šikmo přetíná Týnská ulička.
V ulici se nachází Týnský chrám a 14 domů, dům čp. 1053 má dvě adresy.

## Domy
- Týnská škola, čp. 604, Týnská 2
- dům U Černého slona, čp. 629, Týnská 3
- palác Granovských z Granova, čp. 639, Týnská 4
- dům Niendertheymerovský, čp. 628, Týnská 5
- dům U Zlatého prstenu, čp. 630, Týnská 6
- Dům Budovců z Budova, čp. 627, Týnská 7
- dům U Kasiusů, čp. 631, Týnská 8
- dům U Jelínků, čp. 626, Týnská 9
- dům U Tří ořechů, čp. 632, Týnská 10
- dům U Husara, čp. 625, Týnská 11
- dům U Podvinů, čp. 633, Týnská 12
- dům U Nejsvětější Trojice, čp. 624, Týnská 13
- dům U Svatého Urbana, čp. 622, Týnská 17
- čp. 1053, Týnská 19 a 21